# Pterolophia lumawigi
Pterolophia lumawigi är en skalbaggsart som beskrevs av Stefan von Breuning 1980. Pterolophia lumawigi ingår i släktet Pterolophia och familjen långhorningar.
Artens utbredningsområde är Filippinerna. Inga underarter finns listade i Catalogue of Life.